# ایوان کولف (کشتی‌گیر)
ایوان کولف (بلغاری: Иван Колев؛ زادهٔ ۱۷ آوریل ۱۹۵۱) کشتی‌گیر اهل بلغارستان است.